# Stairway to Heaven
Stairway to Heaven (angleško Stopnišče do nebes) je epska pesem britanske rock skupine Led Zeppelin, izdana leta 1971 na njihovem četrtem albumu. Mnogo ljudi je mnenja, da je to najboljša rock pesem vseh časov. Velja tudi za najbolj želeno pesem na ameriških radijih, kljub temu da ni nikoli bila izdana kot singel. To epsko pesem sta napisala Jimmy Page (kitarist) in Robert Plant (vokalist skupine). 
Nekateri kritiki rokenrol pesmi trdijo, da naj bi se, če jo predvajamo v obratni smeri, slišala sporočila s satanistično vsebino, kar pevec skupine zanika. Pesem je bila uvrščena na seznam Skladb stoletja ameriške glasbene industrije.